# Phortica maculiceps
Phortica maculiceps är en tvåvingeart som beskrevs av Oswald Duda 1924. Phortica maculiceps ingår i släktet Phortica och familjen daggflugor. Inga underarter finns listade i Catalogue of Life.